# Odontoperla spinosa
Odontoperla spinosa is een steenvlieg uit de familie Gripopterygidae. De wetenschappelijke naam van de soort werd voor het eerst geldig gepubliceerd in 1982 door Theischinger als Dinotoperla spinosa.